# Lamanai

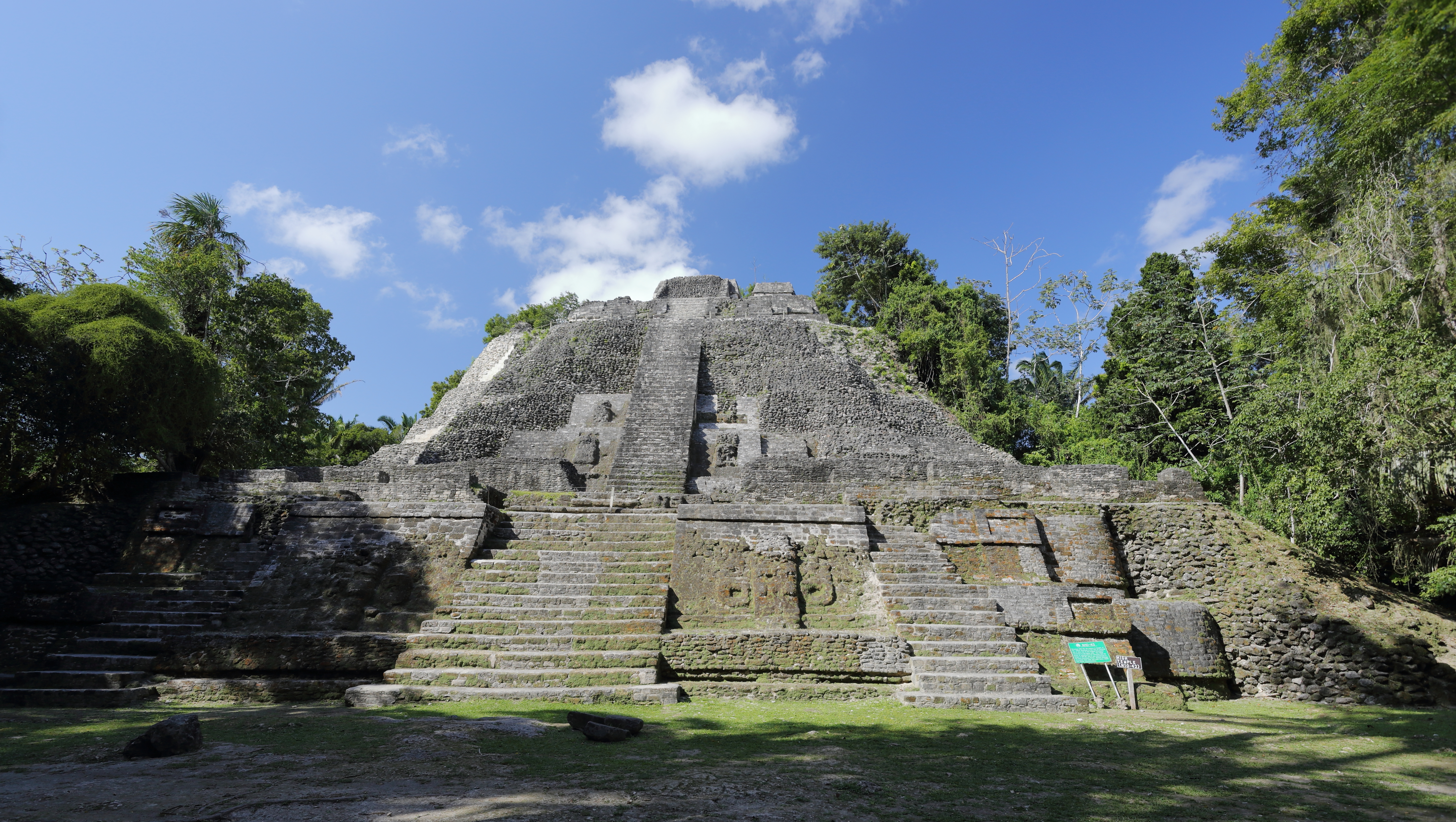
Mayaruinen von Lamanai

Lamanai (von Mayathan Lama'anayin, deutsch untergetauchtes Krokodil) ist eine Ruinen-Stätte der Maya-Kultur in Belize (Mittelamerika) am Ufer einer 48 Kilometer langen Inlandlagune des New River.
Älteste Besiedlungsspuren finden sich um 1.500 v. u. Z., damit ist Lamanai eine der ersten bekannten Siedlungen der antiken Maya überhaupt. In der klassischen Periode um 700 n. Chr. wuchs die Bevölkerung auf über 20.000 an. Im Gegensatz zu den meisten anderen Mayastätten war Lamanai auch noch besiedelt, als die Spanier im 16. Jh. nach Belize kamen. Die Siedlungskontinuität reicht bis in ins 17. Jahrhundert. Mit einer Besiedelungsdauer von ca. 3000 Jahren gehört sie zu den am längsten kontinuierlich besiedelten Mayastädten.
Die Ruinen können per Boot von Orange Walk Town über den New River erreicht werden.

## Weiterführende Literatur
- Elizabeth A. Grahem: 17 Lamanai Reloaded: Alive and Well in the Early Postclassic. In: Archaeological Investigations in the Eastern Maya Lowlands: Papers of the 2003 Belize Archaeology Symposium. Institute of Archaeology National Institute of Culture and H, 2004. S. 223 (PDF). (englisch)
- H. Stanley Loten: Lamanai Postclassic. In: The Lowland Maya Postclassic. University of Texas Press, 1985. S. 85–90. (englisch)
- David M. Pendergast: Lamanai, Belize: Summary of excavation results, 1974–1980. In: Journal of Field Archaeology, 1981, 8. Jg., Nr. 1, S. 29–53. (englisch)
- David M. Pendergast: Stability through change: Lamanai, Belize, from the ninth to the seventeenth century. late lowland Maya civilization: Classic to Postclassic, 1986, S. 223–249. (englisch)